# Elias Mchonde
Elias Mchonde (* September 1912 in Sofi; † 13. Juni 1969) war ein tansanischer Geistlicher und römisch-katholischer Bischof von Mahenge.

## Leben
Elias Mchonde besuchte von 1935 bis 1937 das Kleine Seminar in Mahenge und von 1937 bis 1939 das Kleine Seminar in Itaga. Anschließend studierte Mchonde Philosophie und Katholische Theologie am Priesterseminar in Tabora. Er empfing am 24. August 1948 das Sakrament der Priesterweihe für das Apostolische Vikariat Daressalam. Von 1948 bis 1950 war Mchonde als Seelsorger in Mpanga tätig, bevor er Lehrer am Kleinen Seminar in Kwiro wurde.
Am 24. März 1956 ernannte ihn Papst Pius XII. zum Titularbischof von Adraa und zum Weihbischof in Daressalam. Der Apostolische Delegat für Ostafrika, Erzbischof James Robert Knox, spendete ihm am 21. September desselben Jahres die Bischofsweihe; Mitkonsekratoren waren der Erzbischof von Daressalam, Edgar Aristide Maranta OFMCap, und der Erzbischof von Nairobi, John Joseph McCarthy CSSp.
Papst Paul VI. ernannte ihn am 21. April 1964 zum ersten Bischof von Mahenge. Die Amtseinführung erfolgte am 1. Juli desselben Jahres. Elias Mchonde nahm an allen vier Sitzungsperioden des Zweiten Vatikanischen Konzils teil.